# Cantilène
Eine Cantilène (frz. „Singsang“, möglicherweise aus ital. cantilena „Singerei“ zu lat. cantilena) ist ein im Hochmittelalter gepflegtes französisches gesungenes Gedicht, das der Heiligenverehrung diente. Ein bekanntes Beispiel ist die um 880 anonym verfasste Cantilène de Sainte Eulalie.
Die Existenz der gleichnamigen Form eines episch-lyrischen Heldenliedes als Vorläufer der Chanson de geste wird heute bestritten.